# Velika nagrada Tripolisa 1930
Velika nagrada Tripolisa 1930 je bila druga neprvenstvena dirka za Veliko nagrado v sezoni 1930. Odvijala se je 23. marca 1930 v italijanskem mestu Tripolis, danes Libija. Na prostem treningu pred dirko se je smrtno ponesrečil aktualni zmagovalec dirke, Gastone Brilli-Peri. Iz dveh voženj po štirih krogov se je najboljših šest dirkačev uvrstilo v finale, kjer so dirkači vozili prav tako štiri kroge po 26,2 km. 

## Rezultati

### Finale
| Poz | Št | Dirkač              | Moštvo               | Dirkalnik    | Krogi | Čas/Odstop |
| --- | -- | ------------------- | -------------------- | ------------ | ----- | ---------- |
| 1   | 16 | Baconin Borzacchini | Officine A. Maserati | Maserati V4  | 4     | 42:54,4    |
| 2   | 14 | Luigi Arcangeli     | Officine A. Maserati | Maserati 26B | 4     | +31,0 s    |
| 3   | 4  | Clemente Biondetti  | Scuderia Materassi   | Talbot 700   | 4     | +1:50,0    |
| 4   | 6  | Francesco Sirignano | Privatnik            | Maserati 26  | 4     | +5:02,0    |
| 5   | 12 | Domenico Cerami     | Privatnik            | Maserati 26  | 4     | +6:28,4    |
| Ods | 18 | Cleto Nenzioni      | Privatnik            | Maserati 26B | 2     | Svečke     |

- Najhitrejši krog: Baconin Borzacchini 10:28,0

### Pred-dirke
Odebeljeni dirkači so se uvrstili v finale, *-kazen zaradi oviranja.

#### Pred-dirka 1 (do 1500 cm³)
| Poz | Št | Dirkač              | Moštvo             | Dirkalnik    | Krogi | Čas/Odstop     | Št. m. |
| --- | -- | ------------------- | ------------------ | ------------ | ----- | -------------- | ------ |
| 1   | 4  | Clemente Biondetti  | Scuderia Materassi | Talbot 700   | 4     | 45:30,0        | 2      |
| 2   | 6  | Francesco Sirignano | Privatnik          | Maserati 26  | 4     | +3:15,5        | 3      |
| 3   | 12 | Domenico Cerami     | Privatnik          | Maserati 26  | 4     | +3:03,6*       | 5      |
| 4   | 8  | Cleto Nenzioni      | Privatnik          | Maserati 26B | 4     | +6:46,2        | 4      |
| 5   | 2  | Luigi Fagioli       | Privatnik          | Salmson      | 4     | +7:05,2        | 1      |
| DNS | 10 | Gastone Brilli-Peri | Scuderia Materassi | Talbot 700   |       | Smrtna nesreča |        |

- Najboljši štartni položaj: Luigi Fagioli (žreb)
- Najhitrejši krog: Clemente Biondetti 11:16,2

#### Pred-dirka 2 (nad 1500 cm³)
| Poz | Št | Dirkač              | Moštvo               | Dirkalnik    | Krogi | Čas/Odstop   | Št. m. |
| --- | -- | ------------------- | -------------------- | ------------ | ----- | ------------ | ------ |
| 1   | 16 | Baconin Borzacchini | Officine A. Maserati | Maserati V4  | 4     | 41:23,0      | 2      |
| 2   | 14 | Luigi Arcangeli     | Officine A. Maserati | Maserati 26B | 4     | +28,6 s      | 1      |
| 3   | 18 | Cleto Nenzioni      | Privatnik            | Maserati 26B | 4     | +3:03,4      | 3      |
| Ods | 24 | Raffaelli Toti      | Privatnik            | Maserati 26  | 2     | Odpadlo kolo | 6      |
| Ods | 22 | Emilio Gola         | Privatnik            | Bugatti T35C | 2     | Trčenje      | 5      |
| Ods | 20 | Achille Varzi       | Privatnik            | Bugatti T35C | 1     | Motor        | 4      |

- Najboljši štartni položaj: Luigi Arcangeli (žreb)
- Najhitrejši krog: Baconin Borzacchini 10:45,0